# Antifonar
 Denne artikel bør gennemlæses af en person med fagkendskab for at sikre den faglige korrekthed.
    
Er der kommet nyt siden Salmonsen i begyndelsen af 1900-tallet?

Et antifonar er en samling af antifonier
eller sange, der hører til kirkens liturgi.
Man skelner mellem det egentlige antiphonarium officii, der indeholder sangene til horae cononicae (matutinae, laudes, vesper), og antiphonarium missarum med sangene til messetjenesten (introitus, kyrie, gloria, graduale, credo, offertorium, sanctus, agnus dei, communio) og nu i almindelighed kaldes graduale.
Blandt særlige antifonarer må nævnes den, som pave Gregor den Store ca. 600 samlede for at skaffe enhed i kirkesangen i hele den romerske kirke. Den blev med en kæde lænket til alteret i Peterskirken i Rom for til alle tider at danne den usvigelige rettesnor for den romerske kirkes sang (cantus firmus). Denne autentiske antifonar er gået tabt; men man mener at besidde en i 9.-10. århundrede på anden hånd forfærdiget afskrift af den i et manuskript fra det tidligere kloster i Sankt Gallen. Dennes autenticitet er dog meget tvivlsom. Nodeskriften er her de såkaldte neumer. Dette manuskript er faksimileret udgivet i Louis Lambillottes Antiphonaire de saint Grégoire (Paris 1851 og Bryssel 1872).